# Beyond: Two Souls
Beyond: Two Souls és un videojoc de drama interactiu, desenvolupat per l'empresa fracesa Quantic Dream i distribuït per Sony Computer Entertainment exclusivament per PlayStation 3 i PlayStation 4. Amb un cost de desenvolupament de 27 milions de dòlars. Està protagonitzada pels actors Elliot Page i Willem Dafoe, i va ser llançat el 8 d'octubre de 2013 a Amèrica de Nord, el 9 d'octubre de 2013 a Austràlia, 11 octubre de 2013 a Europa i 17 d'octubre de 2013 al Japó.

## Disseny
Com és característic en els jocs de Quantic Dream (com Heavy Rain o Fahrenheit), el control que té el jugador sobre els personatges es limita al seu desplaçament i interacció. El jugador posseeix capacitat de decisió sobre els esdeveniments que se succeeixen i que poden decidir l'esdeveniment de la història. Quan es produeixen seqüències d'acció, el jugador interactua mitjançant els denominats quick time event.
En el cas de Beyond: Two Souls, el jugador alterna el control de la Jodie i d'Aiden (els dos únics personatges jugables del joc). En el cas d'Aiden, pel fet que es tracta d'un ésser immaterial, és capaç de travessar parets i terres i interactuar amb altres personatges sense que aquests siguin conscients.

## Recepció
Llocs web com GameRankings i Metacritic van qualificar el joc amb un 73,03% i 72/100, respectivament. Els revisors van elogiar a Elliot Page per la seva interpretació com Jodie Holmes, i també la quantitat de detalls en les animacions del joc.